# Хакмайр, Петер
Петер Александр Хакмайр (нем. Peter Alexander Hackmair, родился 26 июня 1987 года в Фёклабрукке) — австрийский футболист, писатель и мотивационный спикер.

## Игровая карьера
Хакмайр начал играть в футбол в возрасте шести лет за клуб «Каммер» из местечка Шёрфлинг-ам-Аттерзе, в возрасте 12 лет перешёл в академию клуба «Рид». Контракт с первой командой заключил в сезоне 2006/2007 и дебютировал 5 августа 2006 года в игре против «Штурма», выйдя в стартовом составе и уступив место на 63-й минуте Патрику Вольфу. Клуб закончил место на 2-м месте в турнирной таблице Бундеслиги, уступив «РБ Зальцбургу». За время своего выступления за клуб Хакмайр перенёс две тяжёлые травмы колена и лобковое сращение, а в 2011 году выиграл Кубок Австрии. В 2011 году перешёл в «Ваккер» из Инсбрука. За тирольцев в сезоне 2011/2012 сыграл 18 матчей и дважды отличился, проведя последний матч в Австрийской Бундеслиге против «Штурма» и попросив замену на 30-й минуте из-за повреждения колена. 21 августа 2012 года официально завершил игровую карьеру.
Хакмайр сыграл во всех юношеских сборных, став бронзовым призёром чемпионата Европы U-19 2006 года в Польше и заняв 4-е место на чемпионате мира U-20 в Канаде.

## Писательская карьера
Хакмайр является автором книги «Менять мечты» (нем. Träume verändern), которая вышла 24 сентября 2012 года через месяц после завершения его карьеры и была посвящена его игровой карьере, и книги «FREIGerEIST» (нем. Вольный путешественник), вышедшей 30 ноября 2014 года и повествующей о путешествии Хакмайра по Индии, Новой Зеландии, Австралии, Индонезии, Нидерландам, США, Колумбии и Китаю. В апреле 2018 года вышла книга «Мечтай дальше» (нем. Träum weiter), основанная на его встречах с людьми, которые сумели осуществить свои заветные мечты.

## Телевизионная карьера

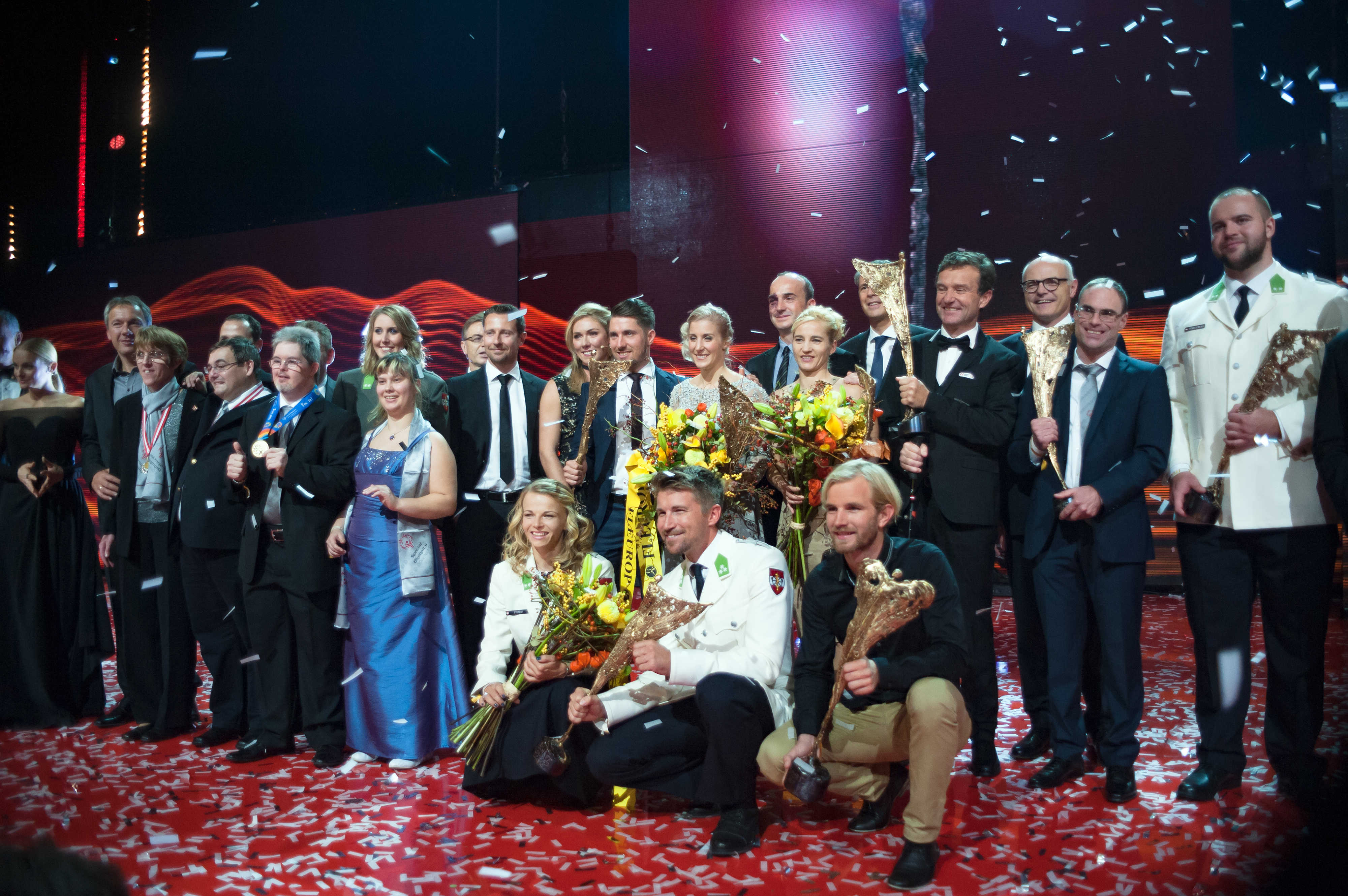
Петер Хакмайр на вручении премии лучшим спортсменам Австрии в 2016 году

С сезона 2015/2016 и до лета 2018 года Хакмайр был сотрудником телекомпании ORF, освещая в прямом эфире футбольные матчи как аналитик. Он утверждал, что его никто не просил и не вдохновлял так поступать, но в интервью газете Der Standard сказал, что его вдохновил Мехмет Шолль. На церемонии вручения премии лучшим спортсменам Австрии в 2016 году Хакмайр получил приз «Спортсмен с сердцем» (нем. Sportler mit Herz).
В 2019 году участвовал в шоу Dancing Stars с Юлией Бургхардт, покинув проект после 5-го выпуска.